# Heilbronner Berge

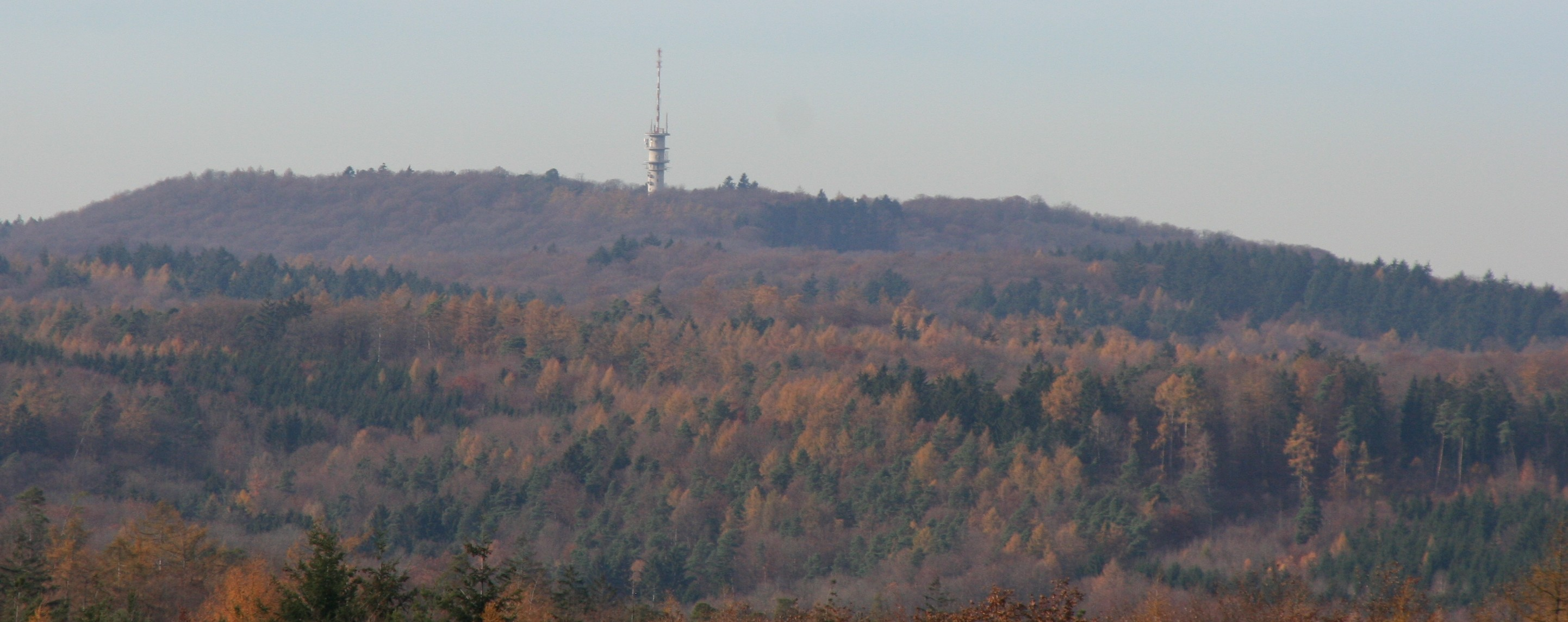
Blick von Untergruppenbach-Vorhof im Ostsüdosten zum Schweinsberg mit Fernmeldeturm Heilbronn

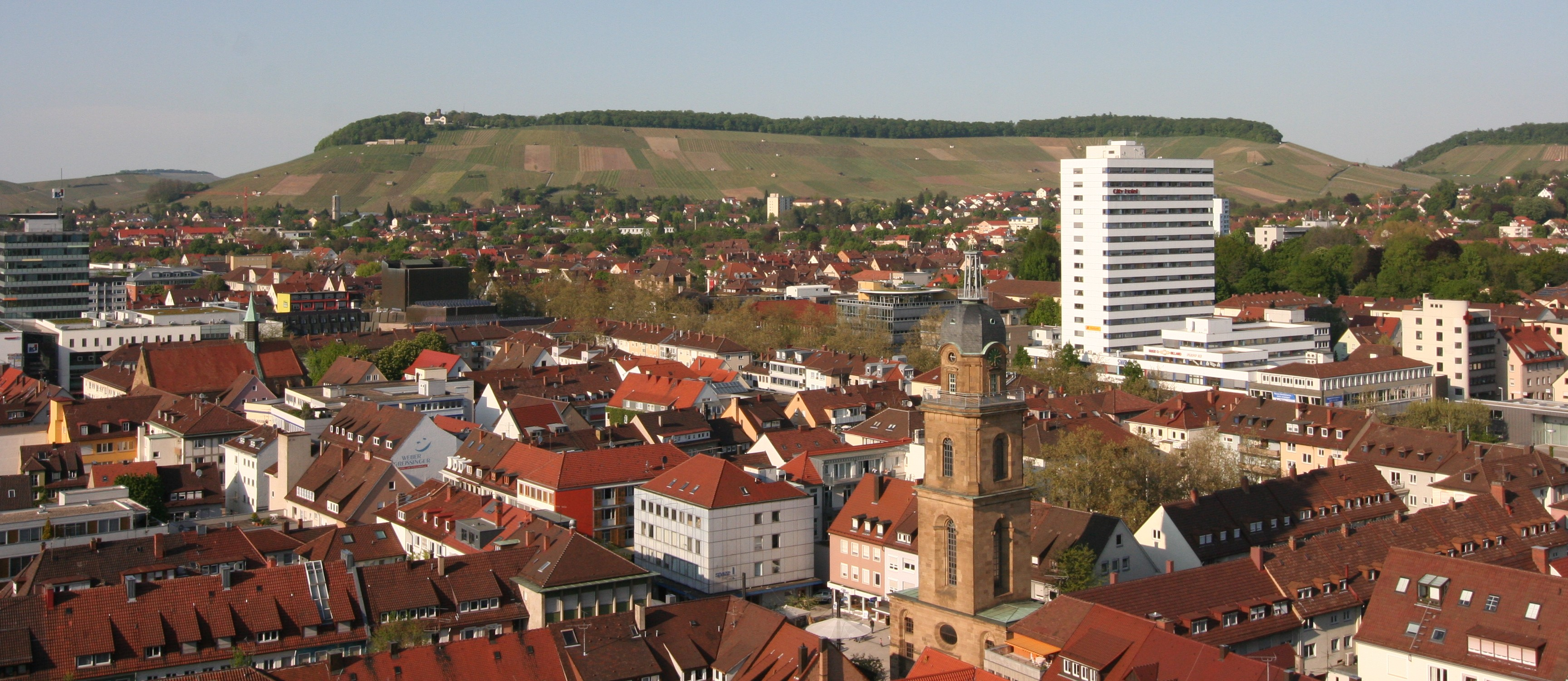
Blick vom Westturm der Heilbronner Kilianskirche zum Wartberg

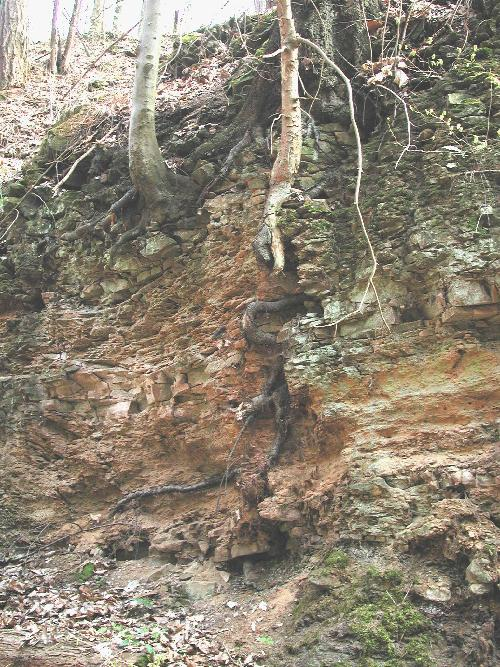
Heilbronner Sandstein

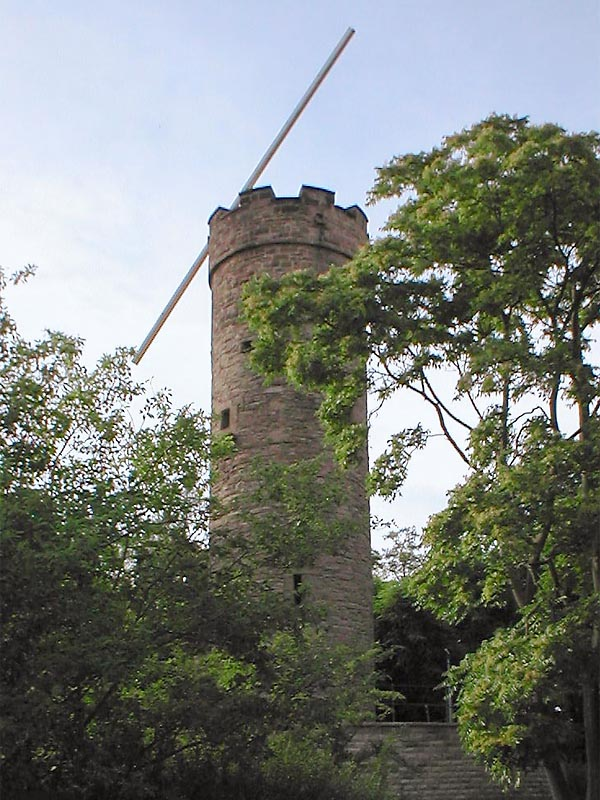
Wartbergturm auf dem Wartberg

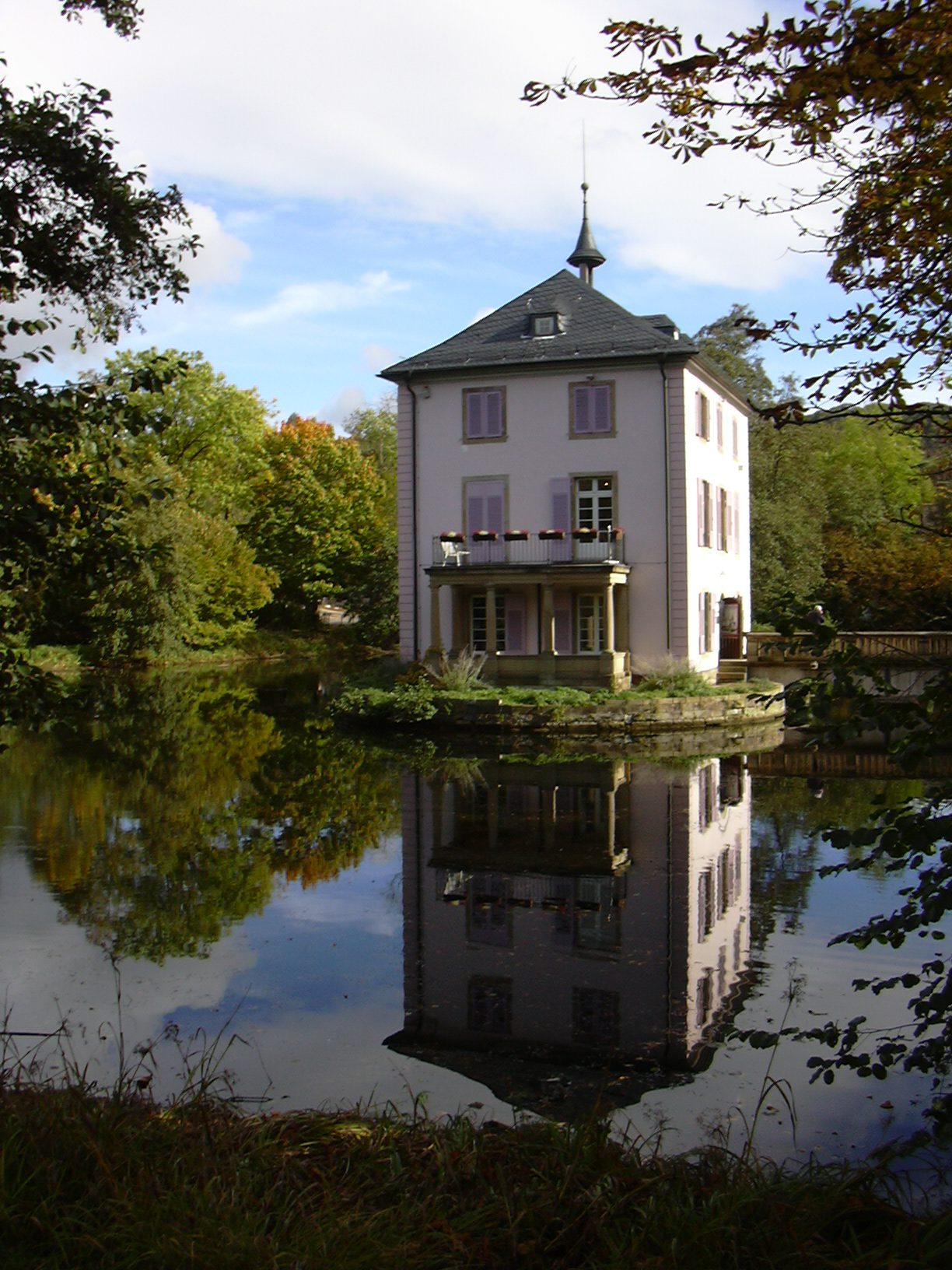
Trappenseeschlösschen

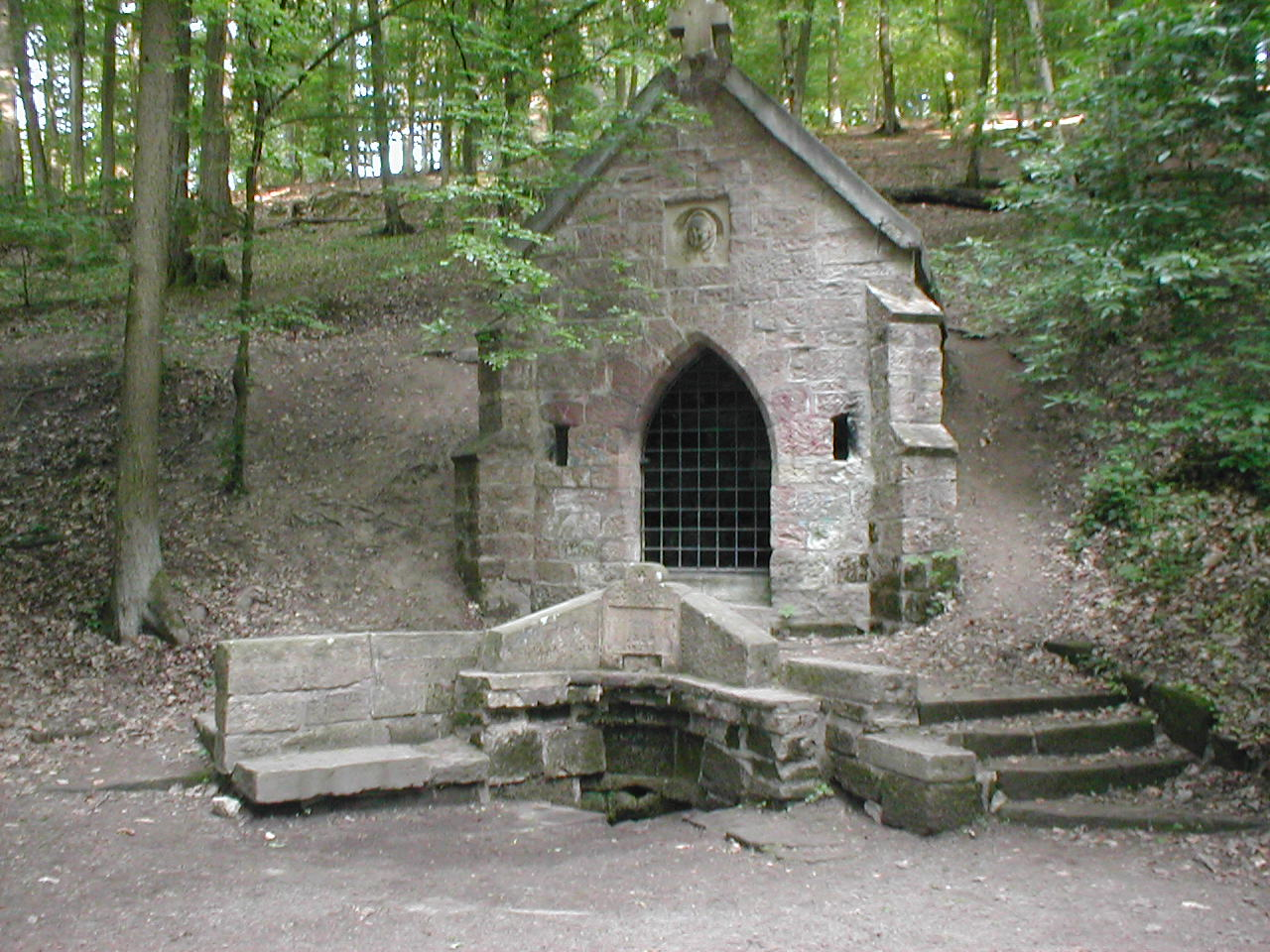
Köpferbrunnenanlage

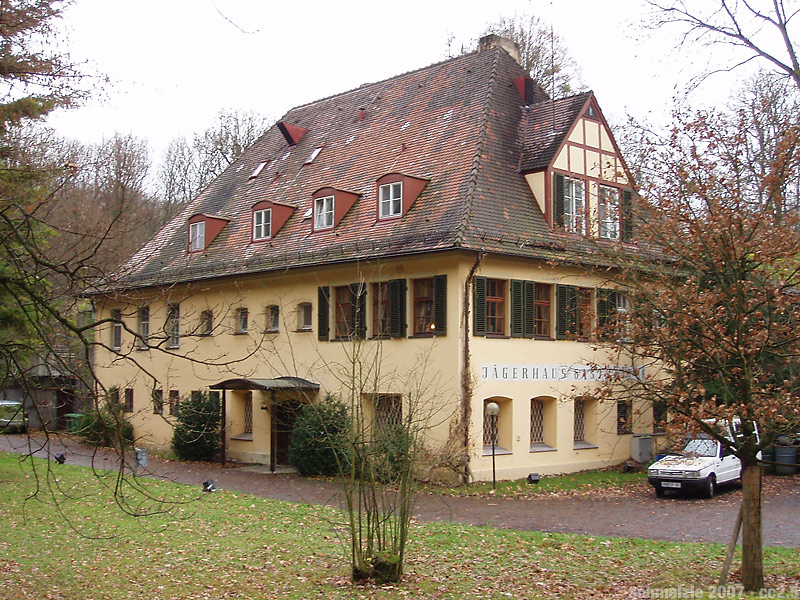
Waldgaststätte Jägerhaus

Die Heilbronner Berge im Stadtgebiet von Heilbronn mit Ausläufern im Landkreis Heilbronn sind die bis 377,9 m ü. NHN hohen Nordwestausläufer der Löwensteiner Berge in Baden-Württemberg. Zusammen mit der nordöstlich gelegenen Sulmer Bergebene werden sie oft als Heilbronner Bergland bezeichnet.

## Geographie

### Lage
Die Heilbronner Berge bilden im Westnordwesten der Schwäbisch-Fränkischen Waldberge die Nordwestausläufer der Löwensteiner Berge.
Die Landschaft erstreckt sich von Norden über Osten bis Süden sichelförmig um die Stadt Heilbronn herum. Im Norden und Nordosten grenzt sie an das Weinsberger Tal mit der jenseits davon befindlichen Sulmer Bergebene, im Osten an die jenseits vom Tal des Stadtseebachs (Saubach) gelegenen Westnordwestausläufer des Mainhardter Waldes, im Südosten geht sie in die eigentlichen Löwensteiner Berge über und im Südwesten, Westen und Nordwesten fällt sie mit Keuperschichtstufen in das Neckarbecken ab.
Ortschaften liegen an den Rändern der Heilbronner Berge, wobei manche Ortslagen, besonders solche von Heilbronn, in die Landschaft hinein reichen: Erlenbach und Weinsberg im Norden, Lehrensteinsfeld (etwas entfernt) im Osten, Obergruppenbach im Südosten, Untergruppenbach im Süden, Flein und Sontheim im Südwesten, Heilbronn im Westen und Neckarsulm im Nordwesten.

### Naturräumliche Gliederung
Naturräumlich betrachtet gehören die Heilbronner Berge (Nummer 108.13) mit dem Weinsberger Tal (108.12) und der Sulmer Bergebene (108.11) als Teile der Löwensteiner Berge (108.1) im Schwäbischen Keuper-Lias-Land (10) zu den Schwäbisch-Fränkischen Waldbergen (108).

### Berge
Zu den Heilbronner Bergen gehören – sortiert nach Höhe in Meter (m) über Normalhöhennull (NHN; wenn nicht anders genannt laut):
- Reisberg (377,9 m), 1,5 km nordnordöstlich vom Heilbronner Nachbarort Obergruppenbach
- Schweinsberg (372,8 m), 1,5 km nordwestlich vom Heilbronner Nachbarort Donnbronn
- Hintersberg (365,7 m), 1,6 km nordwestlich von Obergruppenbach
- Dornberg (345,7 m), 0,8 km nordwestlich von Obergruppenbach
- Wartberg (313,3 m),[3] 2,3 km nordöstlich der Heilbronner Innenstadt
- Hagelsberg (325 m), 1,5 km nordnordöstlich von Oberheinriet
- Galgenberg (ca. 312 m), 3,8 km östlich der Heilbronner Innenstadt
- Staufenberg (300,3 m), 1,5 km nordöstlich vom Heilbronner Nachbarort Flein
- Büchelberg (293,3 m), 3,5 km südöstlich der Heilbronner Innenstadt
- Gaffenberg (278,1 m), ca. 3 km südöstlich der Heilbronner Innenstadt
- Hagelsberg (267,1 m), 1 km nordnordöstlich von Flein
- Stiftsberg (256,1 m), ca. 3 km nordnordöstlich der Heilbronner Innenstadt

### Gewässer

#### Fließgewässer
Zu den Fließgewässern der Heilbronner Berge oder ihren Ausläufern gehören:
- Neckar, entspringt bei Schwenningen, fließt westlich der Heilbronner Berge durch Heilbronn und mündet bei Mannheim in den Rhein
- Schozach, entspringt nahe Untergruppenbach-Vorhof und fließt südlich der Heilbronner Berge anfangs südwestwärts durch Abstatt nach Ilsfeld und dann nordwestwärts durch Talheim nach Heilbronn-Sontheim, wo sie in den Neckar mündet
- Gruppenbach, entspringt nahe Untergruppenbach-Obergruppenbach, fließt südlich der Heilbronner Berge durch Untergruppenbach nach Auenstein, wo er in die Schozach mündet
- Pfühlbach, entspringt als Köpferbach am Schweinsberg, fließt im Köpfertal erst nordwärts durch die Heilbronner Berge und dann westwärts durch Heilbronn, um dort in den Neckar zu münden
- Deinenbach, entspringt zwischen Untergruppenbach und Flein, passiert die Heilbronner Berge südwestlich, fließt durch Flein und mündet bei Heilbronn-Sontheim in den Neckar
- Sulm, entspringt nahe Löwenstein, tangiert die Heilbronner Berge nordöstlich bei Weinsberg im Weinsberger Tal, fließt zumeist nordwestwärts und mündet bei Untereisesheim in den Neckar
- Stadtseebach (Saubach), entspringt nahe dem Hintersberg, entwässert die Heilbronner Berge durch Weinsberg fließend und mündet im Weinsberger Tal bei Erlenbach in die Sulm

#### Stillgewässer
Zu den Stillgewässern der Heilbronner Berge oder ihren Ausläufern gehören:
- Trappensee mit Trappenseeschlösschen, am Köpferbach im Köpfertal

## Geologie
Geologisch betrachtet zählen die Heilbronner Berge im Schwäbischen Keuper-Lias-Land zur Germanischen Trias des Erdmittelalters und sind dem Keuper zuzurechnen, also vor etwa 220 Millionen Jahren entstanden. Ihre Erhebungen sind isolierte Schwarzjurakuppen, die dem Knollenmergel aufliegen. Aus ihrer Landschaft stammt der Heilbronner Sandstein.

## Natur

### Flora und Wirtschaft
Die Heilbronner Berge sind besonders in ihren Hochlagen bewaldet, und in tieferen Lagen wird Weinbau und in Randlagen etwas Landwirtschaft betrieben.

### Schutzgebiete
In den Heilbronner Bergen befindet sich ein Teil des Fauna-Flora-Habitat-Gebiets Löwensteiner und Heilbronner Berge (FFH-Nr. 7021-341), das 54,27 km² groß ist, wovon 9,91 km² zum Heilbronner Stadtgebiet gehören. Dort liegen auch diese 1983 gegründeten Landschaftsschutzgebiete: das 12,26 km² große LSG Galgenberg–Schweinsberg–Staufenberg, das 3,2 km² große LSG Stiftsberg–Wartberg und das 0,1 km² große LSG Deinenbachtal. Außerdem befinden sich dort diese drei Naturschutzgebiete: das 1935 gegründete und 0,32 km² große NSG Köpfertal und das 1972 gegründete und 0,29 km² große NSG Schilfsandsteinbruch beim Jägerhaus mit Umgebung sowie, in den östlichen Ausläufern der Landschaft, das 2002 gegründete und 0,2 km² große NSG Brühl.

## Sehenswertes und Kulturelles
Zu den Anziehungspunkten und markanten Stellen der Heilbronner Berge mit Ausläufern gehören:
- Aussichtsturm Schweinsbergturm, auf dem Schweinsberg
- Aussichtsturm Wartbergturm mit Wartberggaststätte auf dem Wartberg
- Fernmeldeturm Heilbronn, auf dem Schweinsberg
- Trappenseeschlösschen im Trappensee
- Heilbronner Ehrenfriedhof, am Köpferbach im Köpfertal
- Köpferbrunnenanlage, zwischen Braun- und Büchelberg
- Gaffenberg-Festival auf dem Gaffenberg
- Ehemalige Schweinsbergsiedlung, nahe dem Schweinsberg
- Karmeliterhäuschen, Weinberghäuschen bei Flein
- Ludwigsschanzen, zwei Erdschanzen nahe der Schweinsbergsiedlung
- Steinerne Schutzhütte auf dem Staufenberg
- Jägerhaus (Gaststätte), südöstlich oberhalb des Trappensees
- Weinsberger Tunnel im Galgenberg am Gewann Schnarrenberg
- Sendeturm des Senders Weinsberg auf der Nordkuppe des Galgenbergs
- Funkkontrollmessstelle der Bundesnetzagentur auf dem Hintersberg[4]
- Waldheide, Lichtung im Heilbronner Stadtwald und ehemalige militärische Einrichtung, südöstlich vom Jägerhaus